# Roman Polko

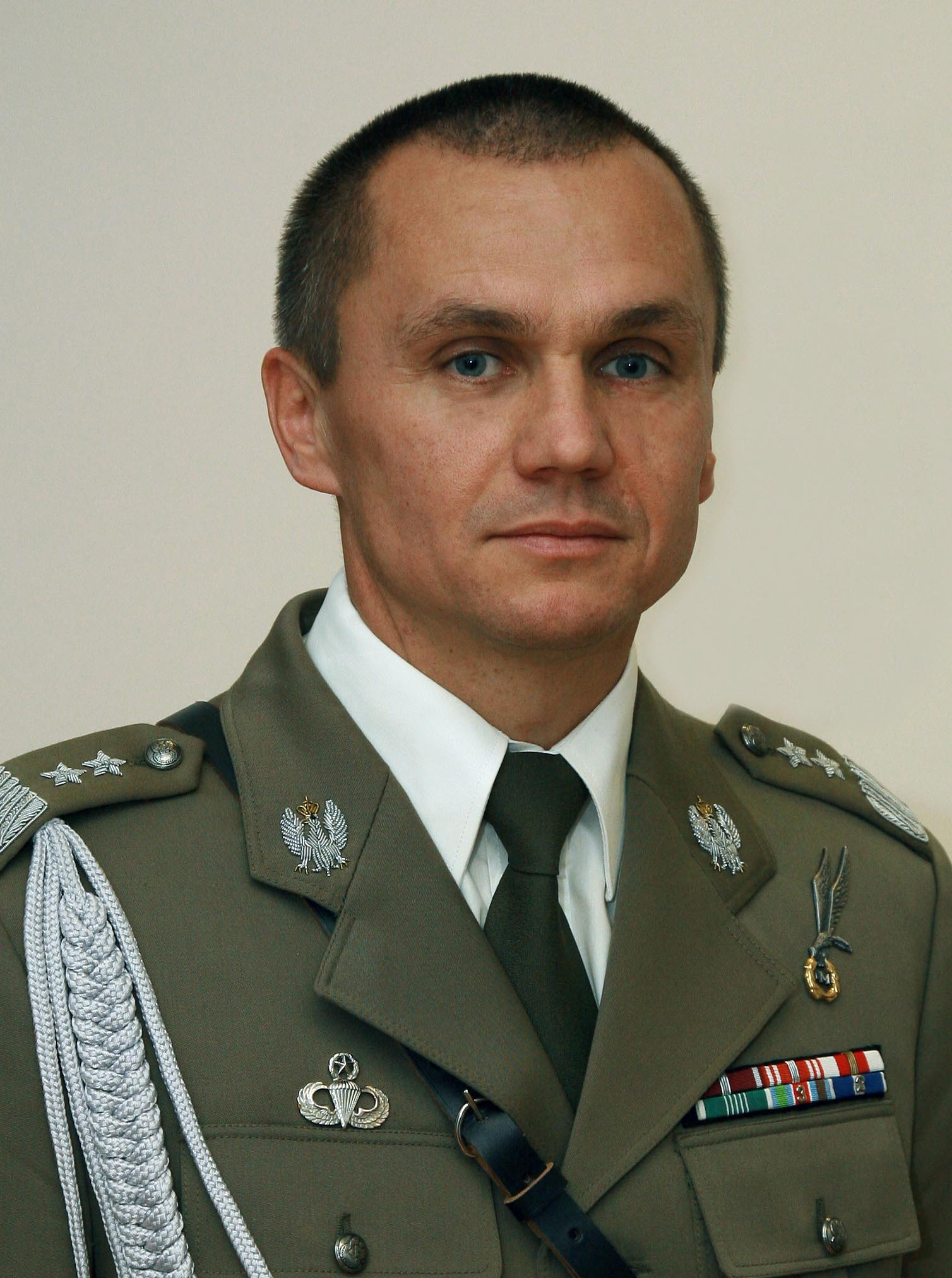
Divisionsgeneral Roman Polko (2008)

Roman Polko (* 8. November 1962 in Tychy) ist ein Divisionsgeneral der Reserve der polnischen Streitkräfte und ehemaliger Leiter des polnischen Büros für nationale Sicherheit. Von 2000 bis 2004 war er Kommandeur der GROM der polnischen Spezialkräfte.

## Werdegang
Polko wuchs in seiner Heimatstadt Tychy auf, wo er seine Matura ablegte. Anschließend schloss er ein Studium an der Tadeusz-Kościuszko-Militärakademie des polnischen Heeres in Breslau ab.
Er diente nach seinem Studium in einer Aufklärungseinheit in Dziwnów, später auch im Kommando des 1. Spezialregiments in Lubliniec als Zugführer. Zwischen 1992 und 1994 nahm er an der Friedensmission UNPROFOR im ehemaligen Jugoslawien teil. 1994, nach seinem Dienst als Führungsoffizier der „Czerwone Berety“ (rote Baretts) in Krakau, nahm Polko ein erneutes Studium an der Akademie für Nationale Sicherheit in Warschau auf. Außerdem absolvierte er einen Kurs für Ranger und Pathfinder bei der US Army. 1998 wurde Polko Kommandeur des 6. Luftlandebataillons in Bielsko-Biała, das Bestandteil des polnischen Militärkontingents der KFOR im Kosovo war.
Zwischen dem 26. Mai 2000 und dem 11. Februar 2004 war Polko Kommandeur der polnischen Spezialeinheit GROM. Diese führte Polko während der Operation Iraqi Freedom. 2006 wurde er, inzwischen zum Oberst befördert, erneut Kommandeur der GROM, allerdings nur für kurze Zeit. Im März 2006 folgte eine Beförderung zum Brigadegeneral sowie eine Versetzung ins polnischen Büro für nationale Sicherheit, wo Polko den Posten des stellvertretenden Leiters antrat. Dort wurde er im August 2007 zum Leiter ernannt, nachdem sein ehemaliger Vorgesetzter den Posten des polnischen Innenministers angetreten hatte. Am 15. August 2007 wurde Polko zum Divisionsgeneral befördert. Im Januar 2009 verließ er den aktiven Militärdienst. Seit Dezember 2021 war er Mitglied im Sicherheitsrat des polnischen Präsidenten Andrzej Duda. Polko ist Kritiker der unter der ersten Regierung Tusk und ihrem Minister Bogdan Klich (2007–2011) beschlossenen Verteidigungsstrategie, die im Falle eines Angriffs auf Polen vom Osten her einen Rückzug auf die Weichsellinie vorsah, sowie ihrer Prämissen, die eine direkte Bedrohung durch Russland als unwahrscheinlich darstellten. Insbesondere wies Polko, nach der Erfahrung des Ukrainekriegs, auf die dann deplorable Lage der Zivilbevölkerung Ostpolens angesichts von Kampfhandlungen und russischer Besatzung hin.